# Cerro Chunahui
Cerro Chunahui är ett berg i Bolivia.   Det ligger i departementet La Paz, i den centrala delen av landet, 400 km nordväst om huvudstaden Sucre. Toppen på Cerro Chunahui är 4 888 meter över havet, eller 163 meter över den omgivande terrängen. Bredden vid basen är 1,5 km.
Terrängen runt Cerro Chunahui är bergig åt nordost, men åt sydväst är den kuperad. Runt Cerro Chunahui är det ganska tätbefolkat, med 72 invånare per kvadratkilometer.. Närmaste befolkade plats är Tunquini Biological Station, 17,4 km nordost om Cerro Chunahui. 
Trakten runt Cerro Chunahui består i huvudsak av gräsmarker.